# Enrico Venti
Enrico Venti, noto anche con lo pseudonimo di Ivo Avido (Chieti, 30 dicembre 1978), è un produttore cinematografico, attore e conduttore radiofonico italiano.

## Biografia
Più noto come Ivo Avido, il suo personaggio più conosciuto, è celebre per la sua partecipazione ai programmi televisivi Mai dire Lunedì e Mai dire Martedì, ai quali ha partecipato dopo aver fondato a Milano la Shortcut Productions, insieme a Marcello Macchia. Sempre con la Shortcut Productions produce e partecipa come attore in vari format per la web-tv di Fox Italia, Floptv.tv (Drammi Medicali 1 e 3, La villa Di Lato, Leggerezze, Mariottide, Piccol) e Tatami per Rai 3
Con la Shortcut Productions realizzano oltre a format televisivi, spot TV e video clip musicali, tra i quali il video Parco Sempione per gli Elio e le Storie Tese. Da gennaio 2011 a dicembre 2017 fa parte del programma radiofonico Lo Zoo di 105 insieme a Marcello Macchia e Luigi Luciano. Nel 2013 produce con la sua Shortcut Productions Mario, in onda su MTV; inoltre nella serie partecipa come attore impersonando la guardia giurata degli studi. Nel 2014 Marco Belardi gli affida la produzione esecutiva del film Italiano medio che incassa oltre 4 milioni di euro. Nel 2015 è produttore esecutivo del film Quel bravo ragazzo per la regia di Enrico Lando. Nel 2016, sempre per Lotus Production, firma come produttore insieme a Marco Belardi la sit-com Mariottide e come produttore esecutivo il film Omicidio all'italiana per la regia di Maccio Capatonda.
Nel 2018 esce la serie TV per Sky Italia The Generi che firma sempre come produttore esecutivo per la Lotus Productions, la serie lanciata da Sky On Demand e Now TV il 7 giugno, racconta le avventure di un Maccio Capatonda sperduto nei generi cinematografici. Tra il 2018 e il 2019 firma come produttore esecutivo per la Lotus Productions Appena un minuto, per la regia di Francesco Mandelli con Max Giusti, La volta buona di Vincenzo Marra e con Massimo Ghini, presentato al Festival del cinema di Roma nella sezione Alice nella Città, e The Land of Dreams di Nicola Abbatangelo con Caterina Shulha ed Edoardo Pesce.
Nel 2020 realizza come produttore esecutivo Mio fratello, mia sorella di Roberto Capucci con Claudia Pandolfi e Alessandro Preziosi, Film è uscito sulla piattaforma Netfilx Alfredino - Una storia italiana, una serie TV in quattro puntate per Sky, riguardante la storia di Alfredino Rampi, il bimbo di sei anni caduto in un pozzo artesiano a Vermicino, con Anna Foglietta e la regia di Marco Pontecorvo e Time Is Up di Elisa Amoruso con Bella Thorne e Benjamin Mascolo del duo Benji e Fede. A gennaio del 2021 realizza per la Lotus Production gli spot per la campagna vaccinale COVID-19 con la regia di Giuseppe Tornatore. Sempre nel 2021, come produttore esecutivo firma The Boat di Alessio Liguori con Marco Bocci Vicini di casa di Paolo Costella con Claudio Bisio. Nel 2022 lascia la Lotus Production per raggiungere Marco Belardi nella nuova casa di produzione Bamboo Production.
Per la Greenboo realizza come produttore esecutivo tra i vari progetti il film tv Califano (film) con Leo Gassman e il film campione di incassi Diamanti (film 2024)" di Ferzan Ozpetek uscito in sala il 19 Dicembre 2024.

## Vita privata
È sposato dal 2011 con la show girl Ileana Tacconelli. La coppia ha tre figli: Giada, Daniel e Maya.

## Filmografia

### Produttore esecutivo

#### Cinema
- Italiano medio, regia di Maccio Capatonda (2015)
- Quel bravo ragazzo, regia di Enrico Lando (2016)
- Omicidio all'italiana, regia di Maccio Capatonda (2017)
- Appena un minuto regia di Francesco Mandelli (2019)
- La volta buona regia di Vincenzo Marra (2020)
- Mio fratello, mia sorella regia di Roberto Capucci (2021)
- The Boat regia di Alessio Liguori (2022)
- The Land of Dreams regia di Nicola Abbatangelo (2022)
- Vicini di casa regia di Paolo Costella (2022)
- Time is up regia di Elisa Amoruso (2021)
- Game of Love regia di Elisa Amoruso (2022)
- Ben: Respira regia di Gianluigi Carella (2022)
- Emma Sbagliata regia di Bendo (2022)
- Mia (2023)  regia di Ivano De Matteo (2023)
- Il viaggio leggendario regia di Alessio Liguori (2023)
- Felicità regia di Micaela Ramazzotti (2023)
- La guerra dei nonni, regia di Gianluca Ansanelli (2023)
- Come far litigare Mamma e Papà, regia di Gianluca Ansanelli (2024)
- Diamanti, regia di Ferzan Ozpetek (2024)

#### Serie TV
- Mario Stagione 1 (2013) (MTV), produttore e attore
- Mario Stagione 2 (2014) (MTV), produttore e attore
- Mariottide (Italia 1) (2016), produttore e attore
- The Generi Stagione 1 (2018) (Sky Italia), produttore esecutivo
- Alfredino - Una storia italiana, regia di Marco Pontecorvo - miniserie TV (2021), produttore esecutivo

#### Televisione
- Drammi medicali, regia di Maccio Capatonda (2009-2010)
- Leggerezze, regia di Maccio Capatonda (2009)
- La villa Di Lato, regia di Maccio Capatonda (2009)
- Sexy Spies, regia di Maccio Capatonda (2009)
- Casa Mariottide, regia di Maccio Capatonda (2011)
- Bob Torrent, regia di Maccio Capatonda (2015)
- Califano, regia di Alessandro Angelini (2024)

## Programmi televisivi
- Mai dire... (Italia 1)
- All Music Show (All Music), produttore
- Tatami (programma televisivo)  (Rai 3)
- Ma anche no (LA7)
- Lo Zoo di 105 (Comedy Central)
- Testa di calcio (MTV), produttore e attore
- Teste di casting (Italia 1), produttore

### Programmi radio
- Lo Zoo di 105 (2011–2017) (Radio 105), co-conduttore